# Bertil Uggla
Bertil Gustafsson Uggla (Solna, 19 de agosto de 1890-Karlstad, 29 de septiembre de 1945) fue un deportista sueco que compitió en atletismo, pentatlón moderno y esgrima.
Participó en cuatro Juegos Olímpicos de Verano entre los años 1912 y 1928, obteniendo dos medallas, bronce en atletismo en la edición de Estocolmo 1912 y bronce en pentatlón moderno en París 1924. Ganó dos medallas en el Campeonato Mundial de Esgrima en los años 1934 y 1935.

## Palmarés internacional
| Juegos Olímpicos | Juegos Olímpicos   | Juegos Olímpicos  | Juegos Olímpicos  |
| Año              | Lugar              | Medalla           | Prueba            |
| ---------------- | ------------------ | ----------------- | ----------------- |
| 1912             | Estocolmo (Suecia) | Medalla de bronce | Salto con pértiga |

| Juegos Olímpicos | Juegos Olímpicos | Juegos Olímpicos  | Juegos Olímpicos |
| Año              | Lugar            | Medalla           | Prueba           |
| ---------------- | ---------------- | ----------------- | ---------------- |
| 1924             | París (Francia)  | Medalla de bronce | Individual       |

| Campeonato Mundial | Campeonato Mundial | Campeonato Mundial | Campeonato Mundial |
| Año                | Lugar              | Medalla            | Prueba             |
| ------------------ | ------------------ | ------------------ | ------------------ |
| 1934               | Varsovia (Polonia) | Medalla de bronce  | Espada por equipos |
| 1935               | Lausana (Suiza)    | Medalla de plata   | Espada por equipos |